# Pośrednia Dzika Przełęcz
Pośrednia Dzika Przełęcz (słow. Prostredné Divé sedlo) – przełęcz znajdująca się w północnej grani Dzikiej Turni, w głównej grani Tatr w słowackiej części Tatr Wysokich. Siodło Pośredniej Dzikiej Przełęczy oddziela Czarnego Mnicha na północy od Dzikiej Czuby na południu. Na Pośrednią Dziką Przełęcz nie wiodą żadne znakowane szlaki turystyczne, jest ona dostępna jedynie dla taterników.
Pośrednia Dzika Przełęcz jest jedną z wybitniejszych przełęczy znajdujących się na odcinku głównej grani między Dziką Turnią a Świstowym Szczytem. Niegdyś zwano ją Środkową Dziką Przełęczą – leży pomiędzy dwiema pozostałymi Dzikimi Przełęczami. Pierwsze wejścia turystyczne na jej siodło miały miejsce podczas pierwszych przejść północnej grani Dzikiej Turni. Pierwszy drogą tą wszedł István Laufer 20 sierpnia 1908 r. Brak danych o pierwszym zimowym wejściu na Pośrednią Dziką Przełęcz.